# Oratorio di Santa Maria del Melone

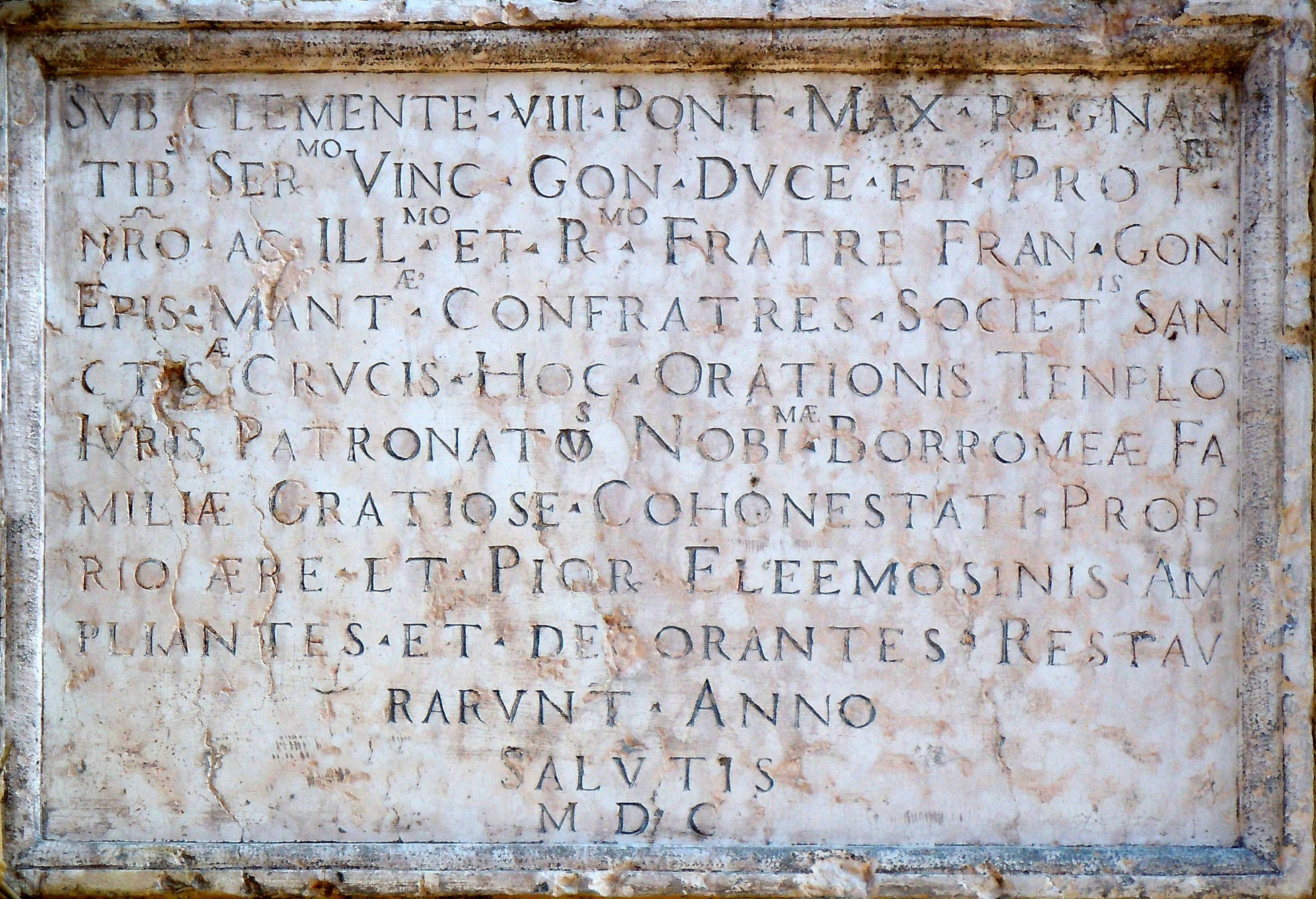
Lapide posta sulla facciata

L'oratorio di Santa Maria del Melone (o oratorio di Santa Croce) era un edificio religioso di Mantova, situato in via Cavour e ora scomparso.
L'oratorio venne donato da san Carlo Borromeo nel 1579 alla confraternita di Santa Croce, che provvide al rifacimento nel 1600. Al suo interno erano presenti varie opere pittoriche, tra cui una tela della Vergine, opera di allievi di Girolamo Mazzola e una Crocefissione del fiammingo Jacob Denys di Anversa.
L'oratorio venne soppresso nel 1786, mutando destinazione d'uso.
Le colonne esterne e una lapide  ne ricordano l'antica presenza.
Oggi l'edificio ospita un negozio di abbigliamento, uno studio legale e un appartamento.